# الزيارة التيجانية
الزيارة التيجانية أو الزيارة التجانية هي زيارة دورية – غالبًا ما تكونُ سنويّة – يقومُ بها بعضُ المسلمين عبر زيارة الزاوية التيجاينّة الكُبرى بفاس والتي تُعتبر «مكانًا مقدسًا» حيثُ يتقرّب فيها الزوار إلى الله عبر تقربهم من أحمد التيجاني الذين يعتبرونهُ وليًّا أو مرشِدًا روحيًّا ويُجدِّدون معه ميثاق الثقة والولاء.

## خلفيّة
تقولُ بعض المصادر إنّ رسول الإسلام محمد طلبَ من أحمد التجاني بطريقةٍ ما بناء «زاويةٍ مباركةٍ» فاختار التيجاني (ويُكتب في مصادر أخرى: التجاني) أنسب مكانٍ وهو المكان الذي بُنيت فيه الزاوية.
اشترى التيجاني ذاك المكان بماله الخاص، ويُقال إنّه كان خرابًا ومُخيفًا جدًا لدرجة أنه لا يمكن لأحد دخوله بمفرده، بل تقولُ مصادر أنه كان تُسمع منه الأصوات كا في بعض الأحيان وكأنَّ جماعةً ما تقوم بالذكر حتى قِيل إنَّ هذا هو مكان زيارة المجاذب (المنجذبين إلى الله).
يقولُ أحمد التيجاني متحدثًا عن مزايا الزاوية: «لو علم أكابر العارفين ما في الزاوية من الفضل لضربوا عليها خيامهم»، كما حثَّ التيجاني الناس على القدوم إلى الزاوية والصلاةِ فيها.

## شروط الزيارة
يُطلب من زوار الزاوية التيجانيّة صلاة ركعتين تحيّةً للمكانِ الذين يعتبرونهُ «مكانًا شريفًا مباركًا»، كما يُطلب من الزائر ضرورة القيام بواجب التحية والسلام على أحفاد أحمد التيجاني إذا ما كانوا موجودين بالمكان وذلك «بغرض استجلاب قبولهم وعطفهم ومباركتهم لهذه الزيارة الميمونة، ومن أجل الحصول على غاية المنى والمطلوب من الفضل والرعاية».
يُطلب كذلك عند الزيارة التوجّه للتيجاني من جهة رجليه قُبالة وجهه بحيثُ يكون الزائر مقابلًا للضريح ثم يبدأُ في قراءةِ التحيات لله سبع مرات وفي الثامنة تتمها إلى رسول الله ثمّ يُقَال: «السلام عليك يا خليفة رسول الله السلام عليك يا أيها القطب المكتوم السلام عليك يا سيدنا وشيخنا ومولانا أحمد التجاني» ثم تُقرأ الفاتحة سبع مرات وصلاة الفاتح أزيد من 11 مرة و تَهدي ثواب كل ذلك للتيجاني.
بعدها يقول الزائر: «اللهم بحقِّ عبادك الذين إذا نظرت إليهم سكن غضبك وبحق الحافين من حول العرش وبحق سيدنا محمد صلى الله عليه  وسلم وبحق سيدنا وشيخنا ومولانا أحمد التجاني [افعل لي كذا وكذا]».